# Марашов, Александр Владимирович
Александр Владимирович Марашов (эст. Aleksandr Marašov; 5 февраля 1972, Кохтла-Ярве) — эстонский футболист, полузащитник и нападающий, тренер.

## Биография
В начале карьеры выступал за «Химик» («Кеэмик») из Кохтла-Ярве в первенстве Эстонской ССР среди КФК и в высшем дивизионе Эстонии. В 1993—1995 годах провёл несколько сезонов в таллинских клубах «Тевалте» и «Лантана-Марлекор», а осенью 1995 года играл за нарвский «Транс».
Весной 1996 года выступал в высшей лиге Украины за луганскую «Зарю-МАЛС», провёл 5 матчей. Дебютный матч сыграл 18 марта 1996 года против львовских «Карпат». По итогам сезона «Заря» заняла последнее место и вылетела в первую лигу, а футболист вернулся в Эстонию.
В 1996—1999 годах продолжал выступать за «Транс». В 1999 году вошёл в десятку лучших бомбардиров чемпионата Эстонии с 10 забитыми голами. В 2000 и начале 2001 года выступал за «Лоотус» (Кохтла-Ярве) в высшей лиге. Затем несколько лет играл в Финляндии.
В 2005 году вернулся в Эстонию и играл в низших лигах за «Орбит» и «Локомотив» из Йыхви и снова за «Лоотус». Одновременно с игровой карьерой, работал в этих клубах главным тренером.
Всего в высшем дивизионе Эстонии сыграл 177 матчей и забил 30 голов.
После окончания карьеры принимает участие в ветеранских соревнованиях.